# ムラカミカイエ
ムラカミ カイエ（男性、1974年9月26日 - ）は、日本のデザイナー / 経営者。クリエーティブディレクター、アートディレクター、ファッションディレクター。ビジネスコンサルタント。静岡県出身。

## 経歴
1974年（昭和49年）　静岡県生まれ。
1994年（平成6年）　株式会社三宅デザイン事務所入社。三宅一生に師事。ISSEY MIYAKEのプロダクトデザイン、キャンペーンビジュアル、ウェブ、パリ・ミラノコレクション演出など広域に渡り活躍。。在職中にウィリアム・フォーサイス率いるフランクフルトバレエ団、現代美術家の村上隆ほかとのコラボレーションを成功させる。
2003年（平成15年）　ブランディング・エージェンシー「SIMONE INC.」設立。以来、NY ADCをはじめ国際的な広告賞を多数受賞。デジタルメディア、カルチャー、ファッションを横断する広域に渡る知見、1000を超えるブランディング事例の創出などから、21世紀のブランディングメソッドを切り開く新たなアントレプリナー代表として、INTERVIEW MAGAZINE、WIRED、GQをはじめ国内外多くの雑誌で特集が組まれる。
2011年（平成23年）　Mercedes-Benz Fashion Week TOKYO クリエイティブ・ディレクターを務める。
2012年（平成24年）　WEB技術の開発ラボとなる、ESSENTIALS SAPPORO 設立。翌年、香港にアジア拠点となる、ESSENTIALS HK 設立。
2014年（平成26年）　GQ JAPAN MEN OF THE YEAR 2014
2015年（平成27年）　Ermenegildo Zegnaのグローバルキャンペーンアンバサダーに、加瀬亮、ホンマタカシ、重松象平と、日本を代表するクリエイターの一人として選出。ファッションとテクノロジーの祭典「Decoded Fashion Tokyo Summit」にて２年連続で基調講演。
2016年（平成28年）　AUDI INNOVATION AWARD 2016受賞。
2018年（平成29年）SHIRO クリエイティブ・ディレクターとして、「みんなのすながわプロジェクトby SHIRO」を起案。北海道砂川市に「みんなの工場 by SHIRO」のプロデュース及びクリエイティブディレクションを担当。
2019年（令和元年）公益財団法人日本デザイン振興会「グッドデザイン賞」審査員、2020年より2年間、フォーカスイシュー・ディレクターを務める。
2020年（令和2年）toe.と共に、全国のライブハウス支援プロジェクト「MUSIC UNITES AGAINST COVID-19」を立ち上げる。
2021年（令和3年）DESCENTEのGLOBAL CREATIVE DIRECTORを務め、ブランド設立以来の全面的なリブランディングを行う。3年という短期間で新CIやVIの開発、全製品のディレクションや広告ヴィジュアル、オフィス内装など全分野的に刷新、新たにALLTERRAIN I/O、ALLTERRAIN 81などの新カテゴリのローンチを手掛け、世界的な企業価値や業績向上に大きなインパクトを与えた。2024年（令和5年）8月に任期を終えた。
2021年（令和3年）ACC TOKYO CREATIVE AWARD デザイン部門発足から審査員を務めている。

## SAVEJAPAN! PROJECT
2011年（平成23年）3月、ムラカミが発起人となって始動した、東日本大震災の被災地支援を目的とするプロジェクト。東日本大震災の発生を受け、被害地域の情報を交換できる地域別災害情報まとめサイト「SAVEJAPAN!」を立ち上げる。サイトが立ち上がったのは、震災発生後6時間後。twitterやFacebookと連動し、被災地の情報に特定のハッシュタグを付けてツイートすると、地域別に情報は整理され、リアルタイムにサイトにアップされていくという仕組みである。
まとめサイトだけでなく、コンデナスト・ジャパンとUNIQLOと共に、カール・ラガーフェルドやレディ・ガガ、ニコール・キッドマン等の協力によって"UT x SAVEJAPAN! PROJECT"を成功させ、復興支援に寄与。。また、国内外約70ブランドが参加したチャリティセール Fashion Girls For Japanをニューヨークと東京で開催。